# 山原義人
山原義人（日语：やまはら よしと、1963年6月24日—），出生于沖繩縣那霸市，是日本男性漫畫家。代表作品為《龍狼傳》及《龍狼傳 中原繚亂篇》。

## 來歷
1963年6月24日，沖繩縣那霸市出生，受到手塚治蟲的影響憧憬於漫畫家的職業。大學畢業後來到東京，成為漫畫家長岡弘的助理，直到1992年在《月刊少年Magazine》チャレンジ大賞中入選。
1993年，從《月刊少年Magazine》（講談社）開始連載作品《龍狼傳》。同作2007年該標題變更為《龍狼傳 中原繚亂篇》，現在連載中。
1997年，《龍狼傳》在第21回讲谈社漫画赏少年部門獲獎。
2010年，2月因腦出血住院，3月的《龍狼傳 中原繚亂篇》停止連載。同年5月又恢復連載。

## 資料來源
1. ↑  「龍狼伝 中原繚乱編」作品紹介， 講談社コミックプラス， 2012年1月17日閲覧。
2. ↑  『“山原義人”， コミックナタリー， 2012年1月17日閲覧。